# Casokwe
Casokwe är ett vattendrag i Burundi.   Det ligger i provinsen Makamba, i den södra delen av landet, 110 kilometer söder om huvudstaden Bujumbura.